# Castillo de Govone
El Castillo de Govone (en italiano, Castello di Govone) es una de las Residencias de la casa real de Saboya declaradas Patrimonio de la Humanidad por la Unesco en el año 1997. Tiene el código 823-022 y se encuentra en Piazza Roma, 1 de Govone (provincia de Cuneo, en el Piamonte, Italia). Forma parte del circuito de los «Castelli Aperti» del Basso Piemonte.

## Historia
En el lugar donde se construyó el castillo, en la cima de la colina, ya en época medieval había una fortaleza.
A finales del siglo XVII los condes Solareo confiaron al arquitecto Guarino Guarini las labores de ampliación y embellecimiento del castillo. El arquitecto preparó los diseños pero no dirigió la ejecución del proyecto. Se hicieron un siglo después con el arquitecto Benedetto Alfieri que lo ultimó partiendo de los diseños de Guarini.
El castillo pasó a ser propiedad de la Casa de Saboya en 1792 y en el periodo napoleónico se hizo residencia veraniega junto con el Castillo de Agliè.
El rey Carlos Félix, junto con su esposa María Cristina hicieron restaurar el castillo completamente a principios del siglo XIX, tomando como base los propios diseños. De manera análoga se actuó sobre el parque adyacente, dotado de jardín a la italiana.
Desde finales del siglo XIX el castillo, que gozó de particular notoriedad por haber permanecido allí en 1730 Jean-Jacques Rousseau, en aquel tiempo recién entrado al servicio del conde Ottavio Solaro, pasó a ser propiedad del municipio de Govone.

## Visita
Como muchas otras residencias históricas saboyanas del Piamonte es un lugar visitado especialmente por las monumentales escaleras de honor con dos rampas ricas en relieves y telamones que provienen de los jardines de Venaria Reale.
De particular belleza son también las salas, de manera especial aquellas decoradas por preciosos papeles chinos. El salón de baile tiene pinturas al fresco con escenas reproduciendo el episodio mitológico de Níobe, obra de Luigi Vacca y Fabrizio Sevesi.
De los mismos Vacca y Sevesi son los frescos del gran salón central que, jugando con el claroscuro de la técnica trampantojo, simulan con sugestivo realismo la ilusión de la presencia de estatuas.